# Asiatisk blåvaktel
Asiatisk blåvaktel (Synoicus chinensis) är en fågel i familjen fasanfåglar inom ordningen hönsfåglar.

## Utbredning och taxonomi
Den förekommer i orientaliska- och australiska regionen i Indien, Sri Lanka, Sydostasien, sydöstra Kina, Australien och öar i Indiska oceanen och Stilla havet. Det finns en mängd urskiljbara populationer och man brukar dela upp den i ett tiotal underarter:
- S. c. chinensis – förekommer från Indien till Sri Lanka, Malackahalvön, Indokina, sydöstra Kina och Taiwan
- S. c. trinkuntensis – Nikobarerna
- S. c. lineatus (inkluderar palmeri och lineatula) – Filippinerna, Borneo, Sumatra och Java till Sulawesi, Sulaöarna och Små Sundaöarna (Lombok till Sumba, Flores och Timor)
- S. c. novaeguineae – bergskogar på Nya Guinea
- S. c. papuensis – sydöstra Nya Guinea
- S. c. lepidus – Bismarckarkipelagen
- S. c. victoriae – östra Australien (Queensland till Victoria)
- S. c. colletti – norra Australien (Northern Territory)

Underarterna novaeguineae och papuensis inkluderas ofta i lepidus.

## Släktestillhörighet
Tidigare placerades arten tillsammans med nära släktingen afrikansk blåvaktel i Coturnix, men lyftes först ut till det egna släktet Excalfactoria efter studier. Senare DNA-studier visade dock att de båda står nära brunvakteln, även den tidigare i Coturnix. De tre förs därför till ett och samma släkte, där Synoicus har prioritet. Vidare studier har visat att även papuavakteln (Anurophasis monorthonyx) tillhör samma klad.

## Utseende

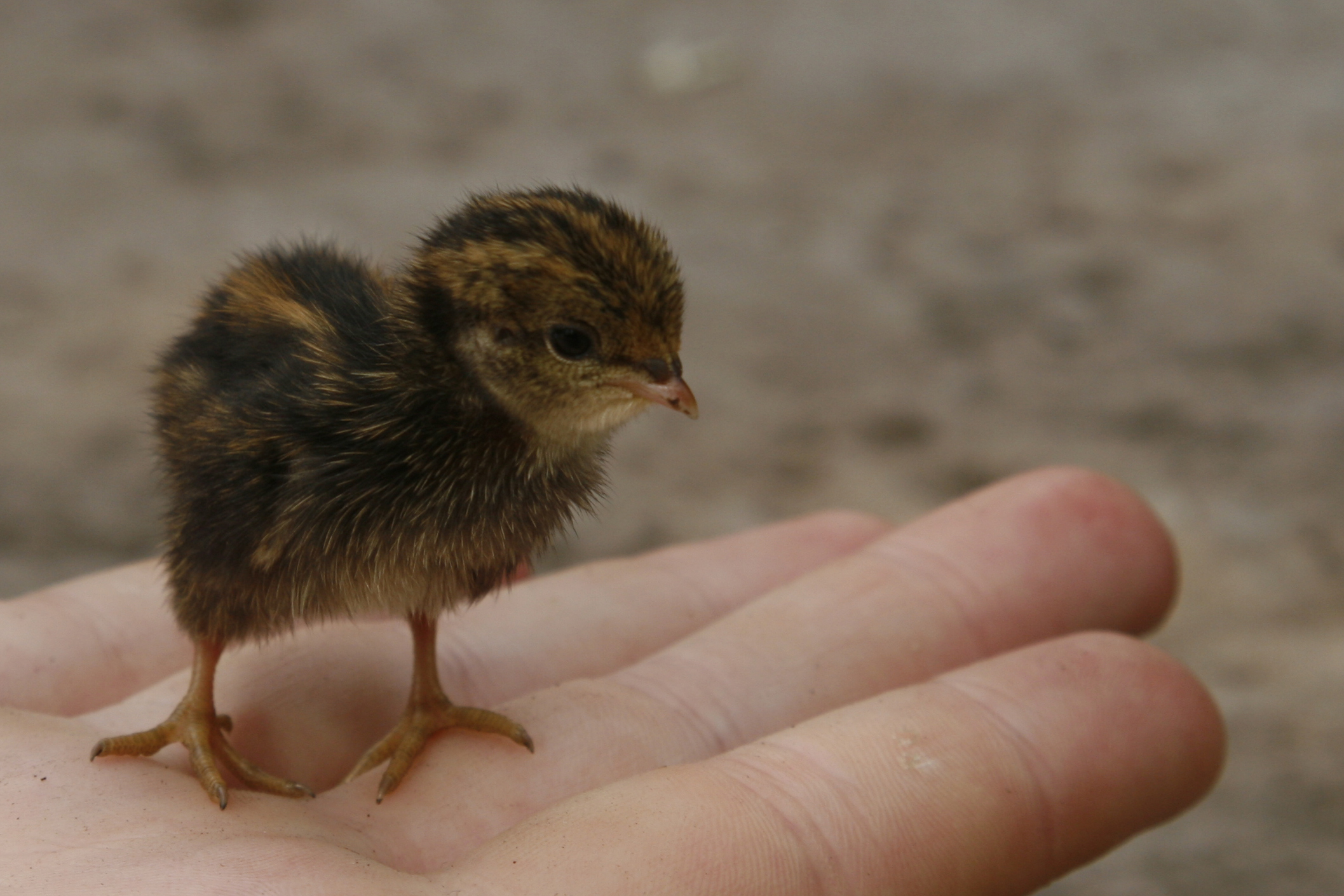
En asiatisk blåvaktel-kyckling

Asiatisk blåvaktel är cirka 13–20 centimeter lång. Tuppen ståtar med blyertsgrå och kastanjebrun fjäderdräkt med en svartvit haklapp. Honan är oansenligt tecknad i ljust beige och gulbrunt med vattrat bröst och kroppssidor. Kycklingarna är brun- och svartfläckiga. Ungfåglarna liknar hönan.

## Häckning

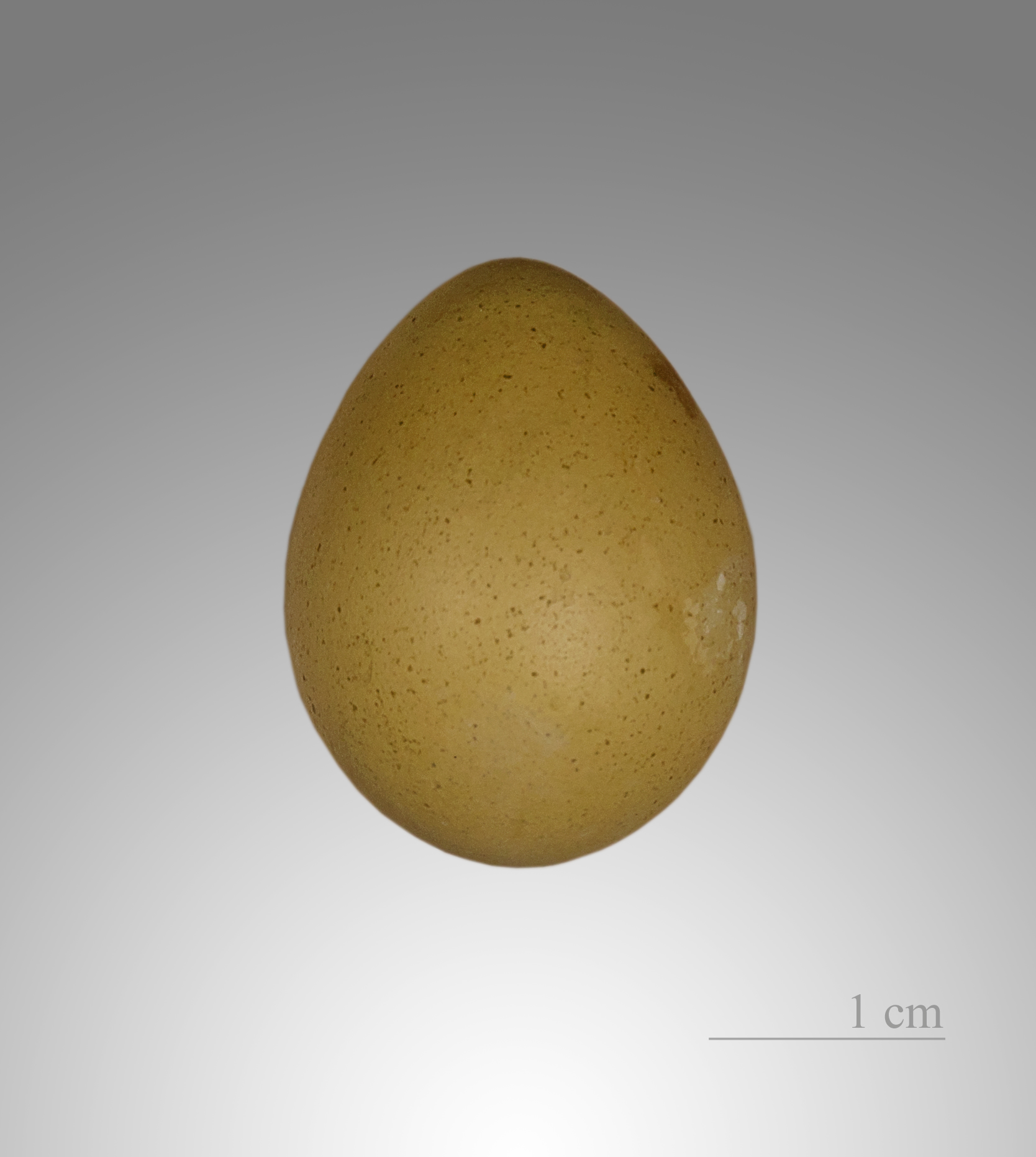

Hönan formar ett grunt bo och värper 6-10 olivgröna/begiebruna ägg, första kullen kan vara mindre. Många hönor lägger ett ägg varje dag och ruvningen varar i cirka 16 dygn. Kycklingarna pickar själva så snart de kan gå och följa hönan.

## Status och hot
Arten har ett stort utbredningsområde och en stor population med stabil utveckling och tros inte vara utsatt för något substantiellt hot. Utifrån dessa kriterier kategoriserar internationella naturvårdsunionen IUCN arten som livskraftig (LC).

## Uppfödning
Asiatisk blåvaktel förekommer som burfågel.

### Foder
Som basfoder kan man välja mellan att ge undulatfröblandning eller finkfröblandning. På vintern kan man ge grodda hirskolvar, gurkskivor och äppelbitar. Dock inte för mycket gurka då det innehåller väldigt mycket vatten. På sommaren kan man istället ge maskrosfrön, och obegränsat med halvmoget gräsfrö, exempelvis vitgröe. Man kan också ge våtarv, maskrosblad, kattgräs och körvel. Vaktlarna måste alltid ha färskt dricksvatten och tunnskaligt snäckskal. De behöver också insekter som foder Då kan man till exempel ge ituklippta mjölmaskar eller tinade frysta myrpuppor. Att ge vaktlarna fri tillgång till insektsfoder är att rekommendera, exempelvis så kallad "insect paté" som innehåller olika döda insekter.

### Häckningsproblem för burfåglar
Då det varit vanligt att ta äggen från vaktlarna har detta resulterat i att vissa hönor inte ruvar medan andra hönor ruvar utan problem. På grund av detta får uppfödare ofta använda kläckare eller värmelampa för att äggen ska kläckas.